# Ne'tu
Ne'tu è una luna immaginaria della serie televisiva Stargate SG-1.

## Storia e caratteristiche
Il Goa'uld Sokar, esiliato dagli altri Signori del Sistema, raggiunse e conquistò il pianeta Delmak, facendo della sua luna, che ribattezza Ne'tu, un vero e proprio inferno. Ne'tu divenne un posto infuocato e di tormento dal quale non c'è più alcun ritorno: la superficie della luna, già distrutta dalle meteoriti, venne riempita completamente da geyser vulcanici, da cui fuoriesce il nucleo fuso della luna, causando un aumento dello zolfo nell'aria, portando la temperatura a livelli altissimi.
In seguito, il Goa'uld fece di Ne'tu la sua prigione, in cui i suoi prigionieri venivano mandati a patire torture e dannazione per tutto il resto della loro vita. L'unica ad essere mai evasa da questo inferno è stata la Tok'ra Jolinar di Malkshur.
Bynarr, un Goa'uld minore al servizio di Sokar, fu il signore di Ne'tu a lungo, e fu sfigurato dal suo padrone per essersi lasciato sedurre dalla Tok'ra evasa Jolinar.
Dopo che Martouf scoprì che Jacob Carter, con il Tok'ra Selmak, era stato catturato e portato lì, egli stesso si diresse verso la Terra ed informò l'SG-1 dell'accaduto. La squadra, insieme a Martouf e a un altro Tok'ra, Aldwin, viaggiò poi fino a Ne'tu, a bordo di un Tel'tak guidato da Teal'c. L'SG-1 con Martouf viaggiò fino alla luna per liberare Jacob Carter; a una certa ora prestabilita, Aldwin avrebbe lanciato una bomba per distruggere il satellite naturale. Il gruppo riuscirà a tornare a bordo della nave in tempo prima che la bomba esplodesse distruggendo la luna e la nave ammiraglia di Sokar. Prima della distruzione di Ne'tu, Apophis, imprigionato anche lui su Ne'tu, aveva scatenato una ribellione contro Sokar; riuscirà a salvarsi dalla distruzione della luna trasferendosi prima sulla nave di Sokar e poi su Delmak. Con Sokar morto, Apophis poté diventare, fino alla sua morte, il Goa'uld più potente della Via Lattea.

## Ispirazione
Ne'tu era il nome di una remota regione, citata nella mitologia egizia e descritta come un mondo sotterraneo comandato dal dio degli inferi, Sokar. Era una zona aspra e ostile dell'Alto Egitto, caratterizzata da fuoco e dannazione in cui vengono gettati i malvagi perché venissero mangiati dagli animali mostruosi.